# Щілинозуб
Щілинозуб (Solenodon) — рід ссавців з ряду мідицеподібні (Socisiformes) надряду комахоїдних (Insectivora). 
Це єдиний рід своєї родини. Наукова назва роду походить від грец. solen — «щілина, канал»; і грец. odon — «зуб».

## Склад родини, зв'язки з іншими родинами
За останнім зведенням "Види ссавців світу" (2005), у складі роду є 4 види (назви наведено за абеткою, і порядок їх наведення не відповідає родинним зв'язкам):
- †Solenodon arredondoi
- Solenodon cubanus — щілинозуб кубинський
- † Solenodon marcanoi
- Solenodon paradoxus — щілинозуб гаїтянський

Зв'язки родини щілинозубових з іншими родинами комахоїдних:

|  | †Nesophontidae |
|  |                |
|  | Solenodontidae |
|  |                |

|  | Talpidae                                                  |
|  |                                                           |
|  | \| \| Soricidae \| \| \| \| \| \| Erinaceidae \| \| \| \| |
|  |                                                           |
|  | Soricidae                                                 |
|  |                                                           |
|  | Erinaceidae                                               |
|  |                                                           |

|  | Soricidae   |
|  |             |
|  | Erinaceidae |
|  |             |

|  | †Nesophontidae |
|  |                |
|  | Solenodontidae |
|  |                |

|  | Talpidae                                                  |
|  |                                                           |
|  | \| \| Soricidae \| \| \| \| \| \| Erinaceidae \| \| \| \| |
|  |                                                           |
|  | Soricidae                                                 |
|  |                                                           |
|  | Erinaceidae                                               |
|  |                                                           |

|  | Soricidae   |
|  |             |
|  | Erinaceidae |
|  |             |

Є припущення, що щілинозубові еволюціонували від північноамериканського роду † Apternodus із родини † Apternodontidae, однак питання походження тварини залишається відкритим.

## Зовнішній вигляд
Тіло покрито піщано-коричневим хутром. Мордочка жовтувата. Кігті на передніх лапах такої ж довжини, як і пальці. У хоботку наявна передносова кістка.

## Ареал
Мешкають у лісових районах Куби й Гаїті; раніше жили також на о. Пуерто-Рико. Ввезені європейцями пацюки (Rattus), мангусти (Herpestes), пси й коти, а також інтенсивне перетворення земель задля сільського господарства призвели до катастрофічного зниження чисельності щілинозубів.

## Спосіб життя
Мешкає у гірських лісах. День проводять в укриттях, розташованих, зазвичай, серед коріння великих дерев. Після заходу сонця виходять в пошуках їжі.

## Харчування
Харчуються комахами, черв'яками, молюсками, ящірками, жабами. Можуть поїдати також стерво.

## Розмноження
Щілинозуби не плодовиті — розмножуються всього раз на рік, приносячи 1, рідко до 3 дитинчат. Новонароджені сліпі, беззубі і безволосі. Молодняк іноді залишається з матір'ю навіть після появи нового потомства. У одній норі можуть знаходитися до 8 особин. Тривалість життя щілинозуба — до 5 років (у неволі); один гаїтянський щелезуб дожив до 11 років і 4 місяців.